# 交響曲第1番 (シュニトケ)
交響曲第1番（こうきょうきょくだい１ばん、Symphony No. 1）は、アルフレート・シュニトケが1969年から1972年にかけて作曲した交響曲である。

## 概要
シュニトケは1960年代後半以降、セリー技法から多様式主義へ転換し、芸術音楽と軽音楽の統一を目指した。この曲もクラシック音楽の断片やジャズなど、多方面の音楽が取り入れられている。また、ジャズのアドリブなどを含むため偶然性の音楽に分類される。
ハイドンの交響曲第45番のように楽譜で指定されたところで演奏者が舞台を入退場する。

## 初演
1974年2月9日に、ゴーリキー（現:ニジニ・ノヴゴロド）で、ゲンナジー・ロジェストヴェンスキー指揮、ゴーリキー・フィルハーモニー管弦楽団の演奏によって初演された。
ゴーリキーで初演された理由は、モスクワでの演奏許可が下りず、モスクワから遠く外国人立ち入り禁止区域で当局からの監視が弱かったためである。

## 演奏時間
約65分

## 楽器編成
フルート4、オーボエ4、クラリネット4、サクソフォン3、ファゴット4、ホルン4、トランペット4、トロンボーン4、チューバ、ティンパニ、木琴、ヴィブラフォン、マリンバ、チューブラーベル、大太鼓、小太鼓、トムトム、グロッケンシュピール、タムタム、チェレスタ、ピアノ、チェンバロ、オルガン、エレクトリックギター、ベースギター、ハープ2、弦五部

## 楽曲構成
4楽章構成である。

### 第1楽章：Senza tempo - Moderato
ベルがけたたましく鳴り響くと他の楽団員が音を出しながら入場する。混沌とするなか楽団員に続いて指揮者が入場する。この部分を作曲者は「unreal beginning（非現実な始まり）」と述べている。終盤にはベートーヴェンの交響曲第5番の第4楽章の旋律が奏でられるがすぐに崩れていく。

### 第2楽章：Allegretto
バロック風の軽快なロンドから始まり、その後マーラー風のファンファーレとなる。

### 第3楽章：Lento
物静かで不気味さも持った楽章である。

### 第4楽章：Lento - Allegro
金管楽器が多用され、ヨハン・シュトラウス2世のウィーンの森の物語やチャイコフスキーのピアノ協奏曲第1番の断片が奏でられる。